# Нурасылов, Мурат
Мурат Нурасылов (каз. Мұрат Нұрәсілов; 20 января 1949; Талды-Курган, Казахская ССР, СССР) — советский и казахский актёр кино и театра. Заслуженный деятель Казахстана (2006).

## Биография
Мурат Нурасылов Родился в 1949 году в п. Коныр Капалского района Талдыкурганской области.
В 1980 году Окончил Казахский Государственный институт Театра и Кино им Т. Жургенова по специальности «актёр театра и кино».
С 1980 года актёр Театра им. Ауэзова.
Мурат Нурасылов успешно работает в сфере дубляжа.

## Основные роли на сцене
Казахский государственный академический театр драмы имени М. О. Ауэзова

### Из национальной классики и современной драматургии
- В произведениях А. Сулейменова Райсобес в триптихе «Ситуации» «Молитвенный коврик»,
- Уриков в «Седьмой палате», Аханов в «Сокращении штата…» (реж. А. Рахимов),
- Алдаркосе в «Түрт сайтаным, түрт» К. Мырзалиева,
- Асай Мусеевич в спектакле «Казахи после свадьбы» С. Балгабаева,
- Нуке в «Лихой године» М. Ауэзова (реж. А. Рахимов),
- Кембай в «Енлик – Кебек» (реж. Х. Амир – Темир),
- Сырттан в «Абае» М. Ауэзова (реж. Е. Обаев),
- Шерубай в «Влюбленных» И. Есенберлина (реж. К. Сугурбеков),
- Караев в «Соленой пустыне» М. Гапарова (реж. Т. әл-Тарази),
- Жумабай в «Красавице Камар» с. Торайгырова (реж. А. Рахимов),
- Шулгаубай в «Ангеле с дьявольским лицом» Р. Мукановой (реж. Б. Атабаев),
- Управляющий в «Баламуте» У. Боранбаева (реж. О. Кенебаев),
- Аким в «Свидетельство к преступлении» А. Рахимова (реж. А. Рахимов),
- член Комиссии в «Наследниках» Д. Исабекова (реж. О. Кенебаев),
- Жанторсык в спектакле «Поэт…Ангел…Любовь» М. Макатаева (реж. А. Рахимов),
- Сакбори в комедии «Все же жив Ходжа Насреддин» Т. Нурмаганбетова (реж. О. Кенебаев),
- Балтабай в спектакле «Бакей кыз» Т. Мамесеита (реж. А. Рахимов) и др.

### Из мировой классики и современной драматургии
- Сициний в «Кориоланде» Шекспира (перевод А. Кекилбаев, реж. А. Мамбетов),
- Аксакал в «Грешнике» М. Карима (реж. О. Кенебаев),
- зять Мурат в спектакле «И дольше века длится день» Ч. Айтматова (реж. А. Мамбетов),
- Барах в «Принцессе Турандот» К. Гоцции (реж. Т. әл-Тарази),
- душегуб в спектакле «Если бы я был султан…» С. Ваннуса (реж. Т. әл-Тарази),
- Жорабек в спектакле «Смешной день» В. Покровского (реж. Н. Тутов),
- Сенатор Максимин в «Царе Волги» Е. Замятина (перевод А. Бопежанова, реж. Ю. Коненкин) и др.

## Фильмография
|    | Год         | Название                                           | Роль                             | Режиссёр                               |
| -- | ----------- | -------------------------------------------------- | -------------------------------- | -------------------------------------- |
| 1  | 1982        | Орнамент                                           | Жарас                            | А.Альпиев                              |
| 2  | 1991        | Жансебиль                                          | человек НКВД                     | Аяган Шажимбаев                        |
| 3  | 2001 — 2003 | Саранча (сериал)                                   | Нурлик                           | Алексей Григорьев (II), Галина Ефимова |
| 4  | 2004        | Шиzа (Казахстан, Россия, Франция, Германия)        | покупатель Мерседеса             | Гульшад Омарова                        |
| 5  | 2007        | Застава                                            | моджахед - в титрах Ш. Нурасилов | Игорь Климов                           |
| 6  | 2007        | Рэкетир                                            | Хозяин пивного ларька            | Ахан Сатаев                            |
| 7  | 2011        | Алдар Косе (сериал)                                | актёр                            | Дин Махаматдинов                       |
| 8  | 2011        | К вам едет доктор Ахметова                         | Дедушка                          | Дмитрий Карабецкий                     |
| 9  | 2013        | Сыргалым                                           | Бахытжан (Баке), друг Жаке       | Дмитрий Коробкин, Рашид Сулейменов     |
| 10 | 2014        | Любовь всегда в моём сердце (Махаббатым жүрегімде) | актёр                            | Аскар Узабаев, Ернар Нургалиев         |
| 11 | 2014        | Старуха / Кемпір                                   | актёр                            | Ермек Турсунов                         |
| 12 | 2017        | Жараланған жүректер (сериал, Казахстан)            | актёр                            | Арман Сандыбаев                        |

## Награды и звания
- Медаль «10 лет независимости Республики Казахстан» (2001)
- Заслуженный деятель Казахстана за заслуги в области казахского театрального и киноискусства (2006)
- Лауреат традиционного театрального фестиваля «Театральная весна»